# Soyedina calcarea
Soyedina calcarea är en bäcksländeart som beskrevs av Scott A.Grubbs 2006. Soyedina calcarea ingår i släktet Soyedina och familjen kryssbäcksländor. Inga underarter finns listade i Catalogue of Life.